# فرناندینیو (بازیکن فوتبال، زاده ۱۹۸۵)
لوئیز فرناندو پریرا دا سیلوا (پرتغالی: Luiz Fernando Pereira da Silva؛ زادهٔ ۶ آوریل ۱۹۸۸) که عموماً با نام فرناندینیو شناخته می‌شود، بازیکن فوتبال در پست مهاجم اهل برزیل است.

## باشگاهی
از باشگاه‌هایی که در آن بازی کرده‌است می‌توان به سائو پائولو، الجزیره، اتلتیکو مینیرو، گرمیو، هلاس ورونا، فلامینگو و چونگ‌کینگ لیفان اشاره کرد.